# 大野神戸インターチェンジ
大野神戸インターチェンジ（おおのごうどインターチェンジ）は、岐阜県揖斐郡大野町にある東海環状自動車道のインターチェンジである。インターチェンジの敷地は安八郡神戸町にも跨る。
2019年（令和元年）12月14日に供用開始。2023年（令和5年）4月18日よりETC専用料金所に変更されたため、ETC車載器を搭載していない車両は利用できなくなった。
2024年（令和6年）4月10日から大垣西IC・養老ICもETC専用料金所に変更されたため、ETC車載器を搭載していない車両は当ICから養老ICまでの東海環状自動車道を利用できなくなった。

## 歴史
- 2012年（平成24年）11月13日 : 着工式を挙行し、正式に着工。
- 2019年（令和元年）
  - 10月24日 : IC名称が「大野・神戸IC（仮称）」から「大野神戸IC」に正式決定[2]。
  - 12月14日 : 大野神戸IC - 大垣西IC間の開通に伴い、供用開始[2]。
- 2023年（令和5年）4月18日 : 料金所がETC専用になる[3]。
- 2025年（令和7年）8月30日 : 本巣IC - 大野神戸IC間 開通予定[5]。

## 周辺
揖斐川と根尾川に挟まれた場所に位置する。
- 道の駅パレットピアおおの
- 西濃厚生病院
- 大野町バラ公園
- イオンタウン本巣

## 接続する道路
- 岐阜県道53号岐阜関ケ原線

## 料金所
- ブース数 : 5

標準的なレーン運用であり、メンテナンス等により実際のレーン運用とは異なる場合がある（2025年4月6日現在）。

### 入口
- ブース数 : 2
  - ETC / サポート : 1
  - ETC専用 : 1

### 出口
- ブース数 : 3
  - ETC専用 : 2
  - サポート : 1

## 隣
C3 東海環状自動車道
(14)本巣IC - 本巣PA（事業中） - (15)大野神戸IC - (16)大垣西IC